# Система центра масс
Систе́ма це́нтра масс (систе́ма це́нтра ине́рции) — невращающаяся система отсчёта, связанная с центром масс механической системы. Обычно сокращается как с. ц. м. или с. ц. и. Суммарный импульс системы в с.ц.м. равен нулю. Для замкнутой системы её система центра масс инерциальна, тогда как незамкнутая система в общем случае может обладать неинерциальной системой центра масс. Суммарная кинетическая энергия механической системы в с.ц.м. минимальна среди всех систем отсчёта; в любой другой невращающейся (необязательно инерциальной) системе отсчёта кинетическая энергия равна кинетической энергии в с.ц.м. плюс кинетическая энергия движения механической системы как целого (MV²/2, где М — полная масса механической системы, V — относительная скорость движения систем отсчёта).
При рассмотрении задач рассеяния частиц термин «система центра масс» употребляется как антоним термина «лабораторная система отсчёта».
Если экспериментальные исследования проводятся в лабораторной системе, то есть в системе, связанной с наблюдателем (неподвижным относительно частицы-мишени), то теоретическое рассмотрение задач рассеяния удобно проводить в движущейся относительно мишени системе центра масс. При переходе от лабораторной системы в систему центра масс меняются определения углов рассеяния частиц, так что для сравнения теории с экспериментом необходимо проводить перерасчёт полученных сечений рассеяния.
Например, при изучении столкновения двух одинаковых частиц, одна из частиц (мишень) до столкновения остается неподвижной, вторая налетает с некоторой конечной скоростью. При упругом лобовом столкновении вторая частица останавливается, передавая всю свою кинетическую энергию и импульс первой частице. Такая картина наблюдается в лабораторной системе отсчета. С точки зрения системы центра масс, частицы движутся навстречу друг другу с одинаковыми скоростями и после столкновения разлетаются в обе стороны с теми же (с точностью до знака) скоростями.
В нерелятивистском пределе координаты центра масс системы из n частиц, имеющих массы {\displaystyle m_{k}} и (в некоторой системе отсчёта К) радиус-векторы {\displaystyle {\vec {r_{k}}}}:
{\displaystyle {\vec {R}}^{\prime }={\frac {\sum \limits _{k=1}^{n}{{\vec {r_{k}}}m_{k}}}{\sum \limits _{k=1}^{n}{m_{k}}}}={\frac {\sum \limits _{k=1}^{n}{{\vec {r_{k}}}m_{k}}}{M}}}
(М — масса всей системы тел). Продифференцировав по времени, получим скорость движения центра масс
{\displaystyle {\vec {V}}^{\prime }={\frac {\sum \limits _{k=1}^{n}{{\vec {v_{k}}}m_{k}}}{M}}={\frac {\sum \limits _{k=1}^{n}{\vec {p_{k}}}}{M}}}
({\displaystyle {\vec {p_{k}}}} — импульсы частиц), которую можно использовать для перехода от данной системы отсчёта К к системе центра масс, вычисляя скорости и радиус-векторы частиц в ней по формулам:
{\displaystyle {\vec {r_{k}}}^{\prime }={\vec {r_{k}}}-{\vec {R}}^{\prime },}
{\displaystyle {\vec {v_{k}}}^{\prime }={\vec {v_{k}}}-{\vec {V}}^{\prime }.}
В релятивистском случае центр масс не является лоренц-инвариантом, однако система центра масс определяется и играет важную роль в релятивистской кинематике. Систему центра масс в релятивистском случае следует определять как систему отсчёта, в которой сумма импульсов всех тел системы равна нулю.